# ZAB-500T
ZAB-500T (ros. ЗАБ-500Т) – radziecka bomba zapalająca. Korpus bomby wypełniony jest około 775 kulami termitu o łącznej masie  231 kg.